# Mount Pinafore
Mount Pinafore ist ein markanter und rund 1100 m hoher Berg im  Norden der westantarktischen Alexander-I.-Insel. Er ragt zwischen dem Bartók- und dem Sullivan-Gletscher auf.
Das UK Antarctic Place-Names Committee benannte ihn 1977 in Anlehnung an die Benennung des Sullivan- und des Gilbert-Gletschers nach der Oper H.M.S. Pinafore von Arthur Sullivan und William Schwenck Gilbert aus dem Jahr 1878.